# Scarriff
Scarriff ou Scariff, anglicisme de l'irlandais An Scairbh (un « carrefour » ou un « gué » rocheux) est un village de l'est du comté de Clare en Irlande. Le village est, comme son nom l'indique, un carrefour important dans l'est-Clare, étant situé au sud-ouest du Lough Derg et approximativement à équidistance (env. 30 km) d'Ennis au sud-ouest, Limerick au sud et Gort sur la route de Galway.
En 2006, Scarriff comptait 798 habitants, mais le bourg touche celui de Tuamgraney (Tuaim Gréine en irlandais) et les deux sont souvent associés dans l'esprit des gens. D'autres villages avoisinant sont Bodyke (Luban dige), Ogonelloe (Tuath Uí gConaile), Mountshannon (Baile Uí Bheoláin) et Feakle (An Fhiacail) connu pour son festival de musique irlandaise.
L'orthographie Scarriff est utilisé officiellement entre autres sur les panneaux indicateurs et celle de Scariff est aussi omniprésente. Les deux orthographes sont donc interchangeables. Le village est desservi par une deux-voies qui contourne le centre-ville souvent embouteillé. Sous cette deux-voies passe la rivière Scarriff (ou rivière Graney) qui se jette dans le Lough Derg. Il existe aussi un petit port.
Il y a à Scariff une assez grande variété de commerces dont plusieurs superettes et un magasin bio, un cyber-café, plusieurs restaurants et pubs et depuis 2007, une nouvelle médiathèque. En outre, il s'y trouve une station de garda et de pompiers. Aux abords du village est implantée une fabrique de bois aggloméré, censément unique en Irlande.

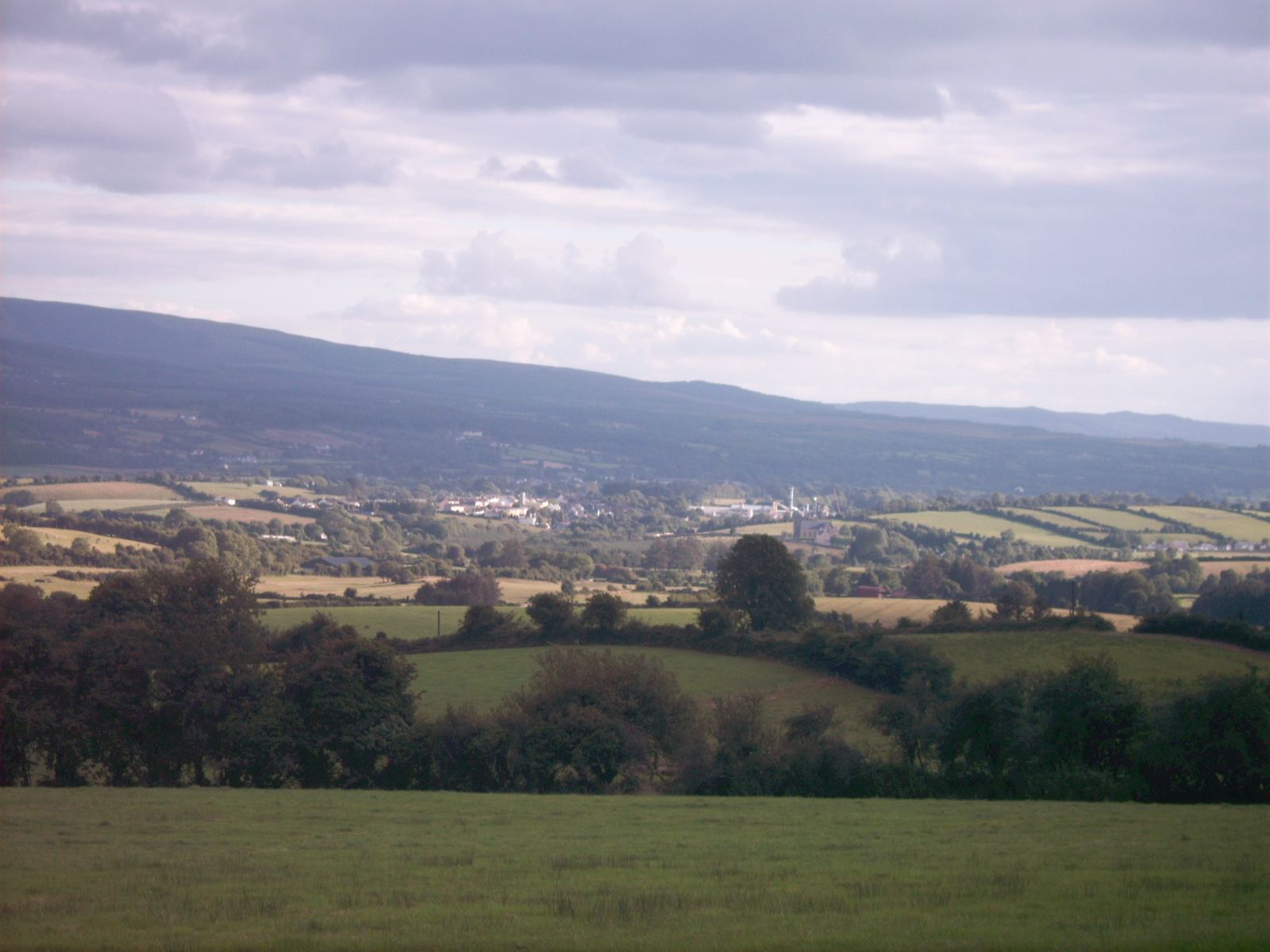
Vue de Scarriff et de ses alentours, avec la fabrique de bois aggloméré et sa cheminée au centre